# Мишел Моран
Мишел Моран (на английски: Michelle Moran) е американска писателка на произведения в жанра исторически роман.

## Биография и творчество
Мишел Моран е родена на 11 август 1980 г. в Сан Фернандо, Калифорния, САЩ.
Завършва с бакалавърска степен по литература Колежа Понома. През лятото работи като археолог доброволец в Израел. Завършва с магистърска степен Университета Клермонт. След дипломирането си работи като учител в гимназия в продължение на 6 години. През летните ваканции продължава да участва в археологически експедиции в различни части на света. Участието ѝ в тях я вдъхновява да започне да пише исторически романи.
Първият ѝ роман „Cleopatra's Daughter“ (Дъщерята на Клеопатра) е публикуван през 2009 г.
През 2012 г. се омъжва в Индия. Има син и дъщера. Впечатленията си от Индия отразява в книгата си „Последната кралица на Индия“, издадена през 2015 г.
Произведенията на писателката са преведени на над 20 езика по света.
Мишел Моран живее със семейството си в Калифорния.

## Произведения

### Самостоятелни романи
- Cleopatra's Daughter (2009)
- Madame Tussaud (2011)
- The Second Empress (2012)
- Rebel Queen (2015)
- The Last Queen of India (2015)
Последната кралица на Индия, изд.: ИК „Кръгозор“, София (2016), прев. Антоанета Дончева-Стаматова
- Mata Hari's Last Dance (2016)
- Mata Hari (2017)

### Серия „Нефертити“ (Nefertiti)
1. Nefertiti (2007)
Нефертити: Роман за царицата на Египет, дъщеря на вечността, изд.: ИК „Прозорец“, София (2008), прев. Йорданка Пенкова
2. The Heretic Queen (2008)